# Phare de Negril
Le phare de Negril est un phare situé sur South Negril Point (en) dans la Paroisse de Westmoreland (Comté de Cornwall), en Jamaïque.
Ce phare est géré par l'Autorité portuaire de la Jamaïque , une agence du Ministère des Transports .
Ce phare est insctrit à la liste des sites du patrimoine national en Jamaïque par le Jamaica National Heritage Trust (en)

## Description
South Negril Point est le point extrême ouest de l'île de la Jamaïque. Le phare, érigé en 1894, est le premier construit en béton. Il est équipé d'une lentille de Fresnel de la société française Barbier, Bénard et Turenne
Sa fondation est constituée d'un réservoir de 4,3 m de profondeur, qui est gardé rempli d'eau pour maintenir les 27 m de la tour lors des tremblements de terre.
La tour blanche est surmontée d'une galerie et d'une lanterne au dôme gris. Plusieurs maisons adjacentes  de gardien d'un étage sont dotées d'un personnel de maintenance.
Le phare émet, à une hauteur focale de 31 m, un éclat blanc et rouge, alternativement, par période de 2 secondes. Sa portée nominale est de 15 milles nautiques (environ 28 km).
Le site est une attraction bien connue de la région de Negril.
Identifiant : ARLHS : JAM-007  - Amirauté : J5344 - NGA : 14144.

## caractéristique duFeu maritime
Fréquence : 2 secondes (Alternativement W - R))
- Lumière : 0,8 seconde
- Obscurité : 1,2 seconde

|              |
| Negril Point |

|                      |
| Lentille de Fre.snel |

### Lien connexe
- Liste des phares à la Jamaïque